# 14 tháng 12
Ngày 14 tháng 12 là ngày thứ 348 (349 trong năm nhuận) trong lịch Gregory. Còn 17 ngày trong năm.

## Sự kiện
- 835 – Sự biến Cam Lộ: Phái hoạn quan tiêu diệt thế lực đối lập, tàn sát quan lại và khống chế Đường Văn Tông.
- 1542 – Công chúa Mary Stuart trở thành nữ vương của Vương quốc Scotland lúc 6 ngày tuổi sau cái chết của vua cha, vua James V.
- 1751 – Học viện Quân sự Theresian được thành lập ở Wiener Neustadt, Áo.
- 1782 – Anh em nhà Montgolfier bay thử khí cầu không người lái ở Pháp; nó bay gần được 2 km (1,2 mi).
- 1812 – Chiến tranh Pháp-Nga kết thúc khi tàn quân của Đại Quân Pháp bị đánh đuổi khỏi Nga.
- 1819 – Alabama trở thành tiểu bang thứ 22 của Hoa Kỳ.
- 1836 – Chiến tranh Toledo giữa Tiểu bang Ohio và Lãnh thổ Michigan tại Hoa Kỳ kết thúc không chính thức.
- 1896 – Tàu điện ngầm Glasgow được mở cửa.
- 1900 – Cơ học lượng tử: Max Planck trình bày một dẫn xuất lý thuyết về định luật bức xạ hố đen.
- 1911 – Đội của Roald Amundsen trở thành những người đầu tiên đi đến Nam Cực.
- 1939 – Chiến tranh Liên Xô-Phần Lan: Liên Xô bị trục xuất khỏi Hội Quốc Liên do xâm lược Phần Lan.
- 1941 – Chiến tranh thế giới thứ hai: Nhật Bản ký hiệp ước liên minh với Thái Lan.
- 1955 – Albania, Áo, Bồ Đào Nha, Bulgaria, Campuchia, Hungary, Ireland, Jordan, Lào, Libya, Nepal, Phần Lan, România và Sri Lanka, Tây Ban Nha, Ý gia nhập Liên Hợp Quốc.
- 1958 – Đoàn Viễn chinh Nam Cực Liên Xô thứ ba trở thành đoàn thám hiểm đầu tiên đến được Cực bất khả tiếp cận ở Vùng Nam Cực.
- 1961 – Tanzania gia nhập Liên Hợp Quốc.
- 1994 – Bắt đầu xây dựng đập Tam Hiệp trên Trường Giang tại Trung Quốc.
- 1995 – Nhiều nhà lãnh đạo ký kết Hòa ước Dayton tại Paris nhằm kết thúc Chiến tranh Bosnia, thiết lập cấu trúc chính phủ và phân cấp chính trị mới cho Bosnia và Herzegovina.
- 2004 – Cầu cạn Millau, tại Pháp được mở cửa chính thức, là cầu cao nhất thế giới.
- 2008 – Muntadhar al-Zaidi ném đôi giầy của mình hướng về phía Tổng thống Hoa Kỳ George Walker Bush trong một cuộc họp báo tại Baghdad, Iraq.
- 2012 – 28 người, bao gồm cả tay súng, thiệt mạng trong một vụ thảm sát tại trường tiểu học ở làng Sandy Hook, bang Connecticut, Hoa Kỳ.

## Sinh
- 1009 – Go-Suzaku, Thiên hoàng thứ 69 của Nhật Bản (m. 1045)
- 1503 – Nostradamus, nhà chiêm tinh người Pháp (m. 1566)
- 1546 – Tycho Brahe, nhà thiên văn học và nhà hóa học người Đan Mạch (m. 1601)
- 1883 – Ueshiba Morihei, võ sư người Nhật Bản, sáng lập Aikido (m. 1969)
- 1895 – George VI, quốc vương của Anh Quốc (m. 1952)
- 1901 – Pavlos, quốc vương của Hy Lạp (m. 1964)
- 1909 – Edward Lawrie Tatum, nhà di truyền học người Mỹ, đoạt giải Nobel (m. 1975)
- 1922 – Nikolay Basov, nhà vật lý học người Nga tại Liên Xô, đoạt giải Nobel (m. 2001)
- 1946 – Jane Birkin, diễn viên và ca sĩ người Anh sống tại Pháp
- 1946 – Stan Smith, vận động viên quần vợt người Mỹ
- 1947 – Dilma Rousseff, chính trị gia và kinh tế gia người Brasil, Tổng thống thứ 36 của Brasil
- 1951 – Jan Timman, kỳ thủ người Đức
- 1962 – Ông Gia Minh, diễn viên người Đài Loan
- 1966 – Helle Thorning-Schmidt, chính trị gia người Đan Mạch, Thủ tướng thứ 41 của Đan Mạch
- 1968 - Võ Thiện Thanh, nhạc sĩ người Việt Nam
- 1970 – Anna Maria Jopek, ca sĩ người Ba Lan
- 1973 – Thuỳ Trang, diễn viên người Mỹ gốc Việt (m. 2001).
- 1979 – Sophie Monk, nữ diễn viên, ca sĩ, người mẫu, người Úc
- 1979 – Michael Owen, cầu thủ bóng đá người Anh
- 1980 – Tata Young, ca sĩ và diễn viên người Thái Lan
- 1983 – Phùng Hy Dư, ca sĩ người Hồng Kông
- 1985 – Jakub Błaszczykowski, cầu thủ bóng đá người Ba Lan
- 1988 – Vanessa Hudgens, ca sĩ, diễn viên người Mỹ
- 1989 – Onew, ca sĩ, vũ công và diễn viên người Hàn Quốc (Shinee)
- 1992 – Miyaichi Ryō, cầu thủ bóng đá người Nhật Bản

## Mất
- 617 – Trạch Nhượng, tướng lĩnh nổi dậy chống triều Tùy tại Trung Quốc, ngày Mậu Ngọ (11) tháng 11 năm Đinh Sửu.
- 872 – Giáo hoàng Ađrianô II (s. 792)
- 1332 – Ý Chất Ban, tức Nguyên Ninh Tông, Hoàng đế triều Nguyên, Đại khả hãn Đế quốc Mông Cổ, 26 tháng 11 năm Nhâm Thân (s. 1326)
- 1369 – Hiến Từ Hoàng thái hậu, nguyên phối của vua Trần Minh Tông, mẹ vua Trần Dụ Tông (s. 1299)
- 1591 – Gioan Thánh Giá, thầy tu người Tây Ban Nha được phong thánh (s. 1542)
- 1788 – Carl Philipp Emanuel Bach, nhà soạn nhạc người Đức (s. 1714)
- 1788 – Carlos III, quốc vương của Tây Ban Nha (s. 1716)
- 1799 – George Washington, tổng thống đầu tiên của Hoa Kỳ (s. 1732)
- 1893 – Karolina Pavlova, nhà thơ người Nga gốc Đức, tức 2 tháng 12 theo lịch Julius (s. 1807)
- 1984 – Vicente Aleixandre, nhà thơ người Tây Ban Nha, đoạt giải Nobel (s. 1898)
- 1989 – Andrei Sakharov, nhà vật lý học người Nga, đoạt giải Nobel Hòa bình (s. 1921)
- 1990 – Trương Quần, chính trị gia người Trung Quốc, Thủ tướng Trung Hoa Dân Quốc (s. 1889)
- 1993 – Myrna Loy, diễn viên người Mỹ (s. 1905)
- 1994 – Boris Chichibabin, nhà thơ người Ukraina tại Liên Xô (s. 1923)

## Những ngày lễ và kỷ niệm
- Ngày Khỉ Quốc tế